# Paraproscopia pyramidalis
Paraproscopia pyramidalis är en insektsart som först beskrevs av Brunner von Wattenwyl 1890.  Paraproscopia pyramidalis ingår i släktet Paraproscopia och familjen Proscopiidae. Inga underarter finns listade i Catalogue of Life.